# Trobiolo
Der Trobiolo ist ein rechter Nebenfluss des Oglio und etwa 10 km lang. Sein kompletter Flusslauf befindet sich 
in der Provinz Brescia. Er entspringt am Südhang des Corna di San Fermo, einem Nebengipfel des Pizzo Camino, in etwa 1900 Meter Höhe. Danach fließt er beinahe geradlinig nach Süden den Hang des Berges hinab. 
Nachdem er am Nordhang des Monte Tauggine angekommen ist, macht er eine Biegung Richtung Osten. Den Verlauf in jene Richtung behält er entlang der Provinzstraße SP 5 fort. Dabei fließt er auch südlich der Gemeinden Borno und Ossimo vorbei. 
In Cogno, einem Teilort von Piancogno, mündet er schließlich in den Oglio.